# Tomasz Smolarz

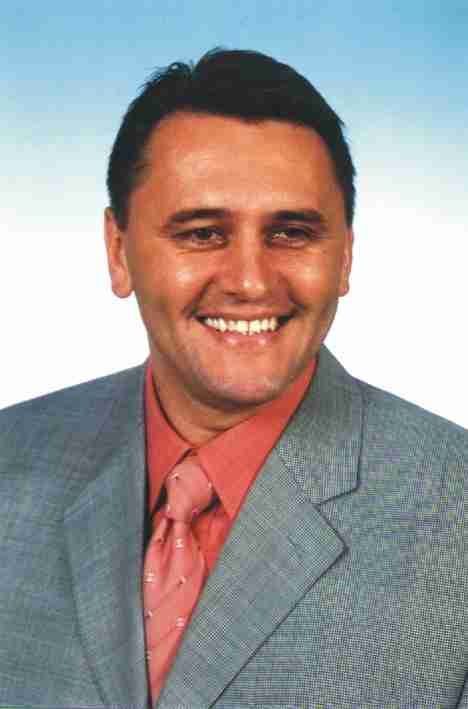
Tomasz Smolarz (2002)

Tomasz Smolarz (* 6. August 1966 in Bielawa) ist ein polnischer Politiker der Platforma Obywatelska (Bürgerplattform).
Er besuchte das allgemeinbildende Gymnasium in Dzierżoniów und studierte anschließend Bauwesen (budownictwo lądowe) an der Technischen Hochschule Breslau (Politechnika Wrocławska). Sein Studium schloss er 1992 mit einem Magister ab. 1992 bis 1998 arbeitet er als Bauinspektor für die Stadt Dzierżoniów. Anschließend war er bis 2002 stellvertretender Vorsitzender der Wohnungsgenossenschaft Bielawa und von 2002 bis 2007 stellvertretender Bürgermeister von Dzierżoniów.
Bei den vorgezogenen Parlamentswahlen 2007 trat Smolarz im Wahlkreis 2 Wałbrzych an und konnte mit 8208 Stimmen ein Mandat für den Sejm erringen. Dort arbeitete er von 2007 bis Juni 2008 im Ausschuss für Territoriale Selbstverwaltung und Regionalpolitik sowie seit Mitte 2008 in den Ausschüssen für Körperkultur, Sport und Tourismus und Staatsvermögen.
Tomasz Smolarz ist verheiratet und hat eine Tochter.